# Geoffrey Household
Geoffrey Edward West Household (Bristol, 30 novembre 1900 – 4 ottobre 1988) è stato uno scrittore inglese.

## Biografia
Geoffrey svolse i suoi studi presso il Clifton College di Bristol (1914-1919) e, in seguito, al Magdalen College di Oxford, presso il quale nel 1922 ottenne un B.A. in letteratura inglese. Nel 1929, Household si trasferì negli Stati Uniti dove scrisse per enciclopedie per ragazzi e per la radio. Dal 1933 al 1939 svolge il lavoro di commesso viaggiatore in Europa, Medio Oriente e Sud America. Durante la Seconda guerra mondiale prestò servizio nei servizi di intelligence inglese.
A partire dal 1936 Household si dedicò con regolarità alla scrittura, ottenendo il successo con il terzo romanzo, L'uomo che non doveva vivere (Rogue Male) (1939), dal quale fu tratto nel 1941 il film Duello mortale diretto da Fritz Lang. Da allora l'attività letteraria di Household proseguì senza interruzione.
Gli elementi di molti romanzi di Household includono la fantascienza e il soprannaturale. Il tipico eroe descritto da Household è un gentiluomo inglese forte e con grande senso dell'umorismo.

## Opere

### Romanzi
- The Terror of Villadonga (1936)
- The Third Hour (1937)
- Rogue Male (1939) 
  - Il fucile a cannocchiale, I romanzi del Corriere n. 28, 1957[1]
  - Il maschio solitario, Longanesi, 1969[1]
  - Fuori del branco, Longanesi, 1988[1]
  - L'uomo che non doveva vivere, I Bassotti n. 35, Polillo, 2006[1]
- Arabesque (1948)
- The High Place (1950)
- Un bel colpo (A Rough Shoot) (1951) - Longanesi, 1968[1]
- A Time to Kill (1951)
- The Exploits of Xenophon (1955)
- Compagno di viaggio (Fellow Passenger) (1955) - Garzanti, 1956[1]
- L'occhio nell'ombra (Watcher in the Shadows) (1960) - Longanesi, 1969[1]
- Thing to Love (1963)
- Olura (1965) - Longanesi, 1968[1]
- Sabres on the Sand (1966)
- Gli assassini cortesi (The Courtesy of Death) (1967) - Longanesi, 1968[1]
- Prisoner of the Indies (1967)
- Dance of the Dwarfs (1968)
- Doom's Caravan (1971)
- The Three Sentinels (1972)
- The Lives and Times of Bernardo Brown (1973)
- Red Anger (1975)
- The Cats to Come (1975)
- Escape into Daylight (1976)
- Hostage London: The Diary of Julian Despard (1977)
- The Last Two Weeks of Georges Rivac (1978)
- The Sending (1980)
- Summon the Bright Water (1981)
- Rogue Justice (1982)
- Arrows of Desire (1985)
- The Days of Your Fathers (1987)
- Face to the Sun (1988)

### Raccolte di racconti
- The Salvation of Pisco Gabar and Other Stories (1938)
- Tales of Adventurers (1952)
- The Brides of Solomon and Other Stories (1958)
- The Europe That Was (1979)
- Capricorn and Cancer (1981)